# 金星
金星是太陽系的八大行星之一，為其中第二近太陽之行星，軌道公轉週期為224.7地球日，其無衛星。
它在夜空中的亮度僅次於月球，是第二亮的自然天體，視星等可以達到 -4.7等，足以在夜晚照射出影子。由於金星是在地球內側的內行星，它永遠不會遠離太陽運行：它的離日度最大值為47.8°。金星是一顆類地行星，因為它的大小、質量、體積與到太陽的距離，均與地球相似，所以經常被稱為地球的姊妹星。然而，它在其它方面則明顯的與地球不同。它有著四顆類地行星中最濃厚的大氣層，其中超過96%都是二氧化碳，大氣壓力是地球的92倍。其表面的平均溫度高達735 K（462 °C；863 °F），是太陽系中最熱的行星，比最靠近太陽的水星還要熱。金星沒有將碳吸收進入岩石的碳循環，似乎也沒有任何有機生物來吸收生物量的碳。金星被一層高反射、不透明的硫酸雲覆蓋著，阻擋了來自太空中，可能抵達其表面的可見光。它在過去可能擁有海洋，並且外觀與地球極為相似，但是隨著失控的溫室效應導致溫度上升而全部蒸發散失。水最有可能因為缺乏行星磁場而受到光分解作用分解成氫和氧，而自由氫一直被太陽風吹離大氣層並逃逸，掃進星際空間
。金星表面是乾燥的荒漠景觀，點綴著定期被火山刷新的岩石。2020年9月15日，科学家在金星大气层中侦测到磷化氢存在，这可能是地外生命存在的迹象。

## 名稱
金星在中國古代稱為太白、明星或大囂，另外早晨出現在東方稱啟明，日落出現在西方稱長庚。據說，古人觀察太白為白色，白色於「五行」屬金，而命名為金星。它在許多歐洲語言中的名稱源自羅馬神話的愛與美的女神「维纳斯（Venus）」，古希腊人称为「阿佛洛狄忒」（Aphrodite），也是希腊神话中爱与美的女神。金星的天文符号用维纳斯的梳妆镜来表示。

## 特徵

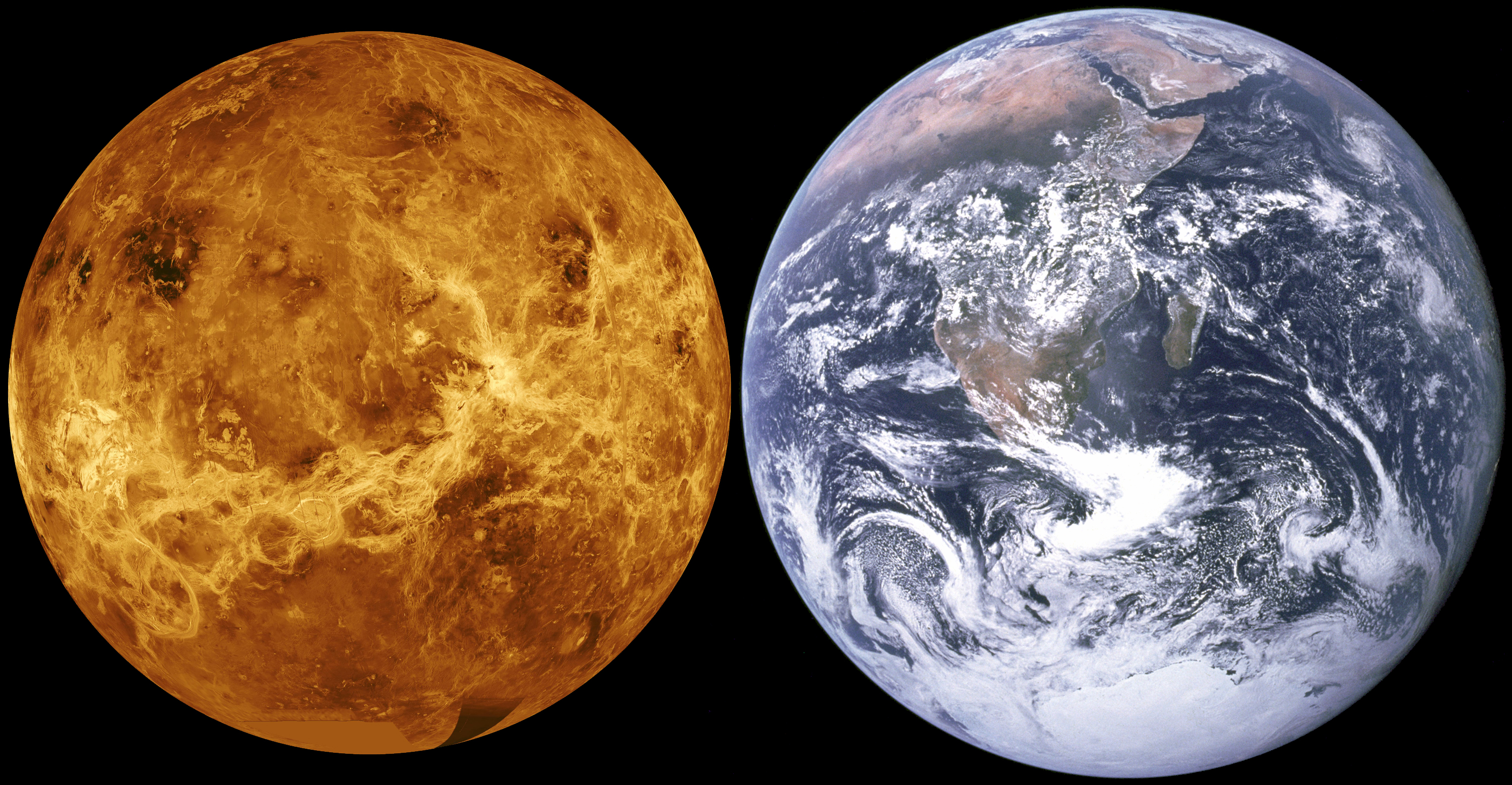
金星與地球的大小对比

金星是太陽系的四顆類地行星之一，因為它的大小、質量、體積與到太陽的距離，均與地球相似，所以經常被稱為地球的姊妹或攣生兄弟。它的直徑是12,092公里（只比地球少 650公里），質量是地球的81.5%。但金星表面的狀況與地球完全不同，其大氣层的質量96.5%是二氧化碳，其餘的3.5%絕大部分是氮氣。

### 地理
直到行星科學家在20世紀揭示了它的某些秘密之前，金星表面一直是人們猜測的話題。它最後的影像來自麥哲倫號在1990-1991年間的探測，顯示其表面有大量且廣泛的火山活動，大氣層中的硫顯示最近可能還有過噴發。
金星表面的80%被光滑的火山平原覆蓋著，70%的平原有著皺褶脊和10%是平滑或有著碎裂的平原。兩個高原構成其餘30%的表面地區，一個在行星的北半球，另一個正好在赤道的南邊。北方大陸的大小和澳洲差不多，依據巴比倫的愛神，伊師塔（Ishtar）命名為伊師塔地。金星上最高的山峰在伊斯塔地，稱為馬克士威山，它的標高是金星平均表面之上11公里。金星上最高的火山则是玛阿特山，它高出行星半径8公里，较周边平原高出接近5公里。在南半球的大陸是這兩個高原中較大的一個，依據希臘的愛神命名，稱為阿佛洛狄忒陸，大小與非洲大陸相當。這個地區的部分份被斷裂的網狀結構和斷層覆蓋著。
由於缺乏熔岩流的伴隨，隨處可見的破火山口仍然是個謎。這顆行星只有少數的撞擊坑，顯示這顆行星表面相對的年輕，大約只有3-6億年的歷史。除了撞擊坑、山脈、山谷等在岩石行星常見的地形，金星表面有一些獨特的特徵。平頂的火山地形稱為Farra，看起來像薄煎餅，大小的範圍從20至50公里，高度從100至1000公尺；輻射狀、星形的地形系統，稱為novae；有著類似蜘蛛網的輻射狀和同心斷裂外觀的，稱為蛛網膜地形（arachnoid）；coronae是有著同心圓環的凹地；這些都是火山地形。
金星表面的地形幾乎全都以歷史上和神話中的女性命名。少數的例外的是以詹姆斯·克拉克·馬克士威的名字命名馬克士威山，和阿爾法區、貝塔區和奧瓦達區這三個高原地區。前述三個地區是在國際天文學聯合會的行星命名監督機構，通過現行的命名制度之前命名的。
金星上天然的地形以相對於其本初子午線的經度來表示。原本選擇的子午線是通過阿爾法區南部，在雷達下呈現亮點的橢圓形Eve的中心。在金星任務完成後，重新定義的本初子午線為通過阿喇阿德涅火山口中央峰的經線。

### 表面地質

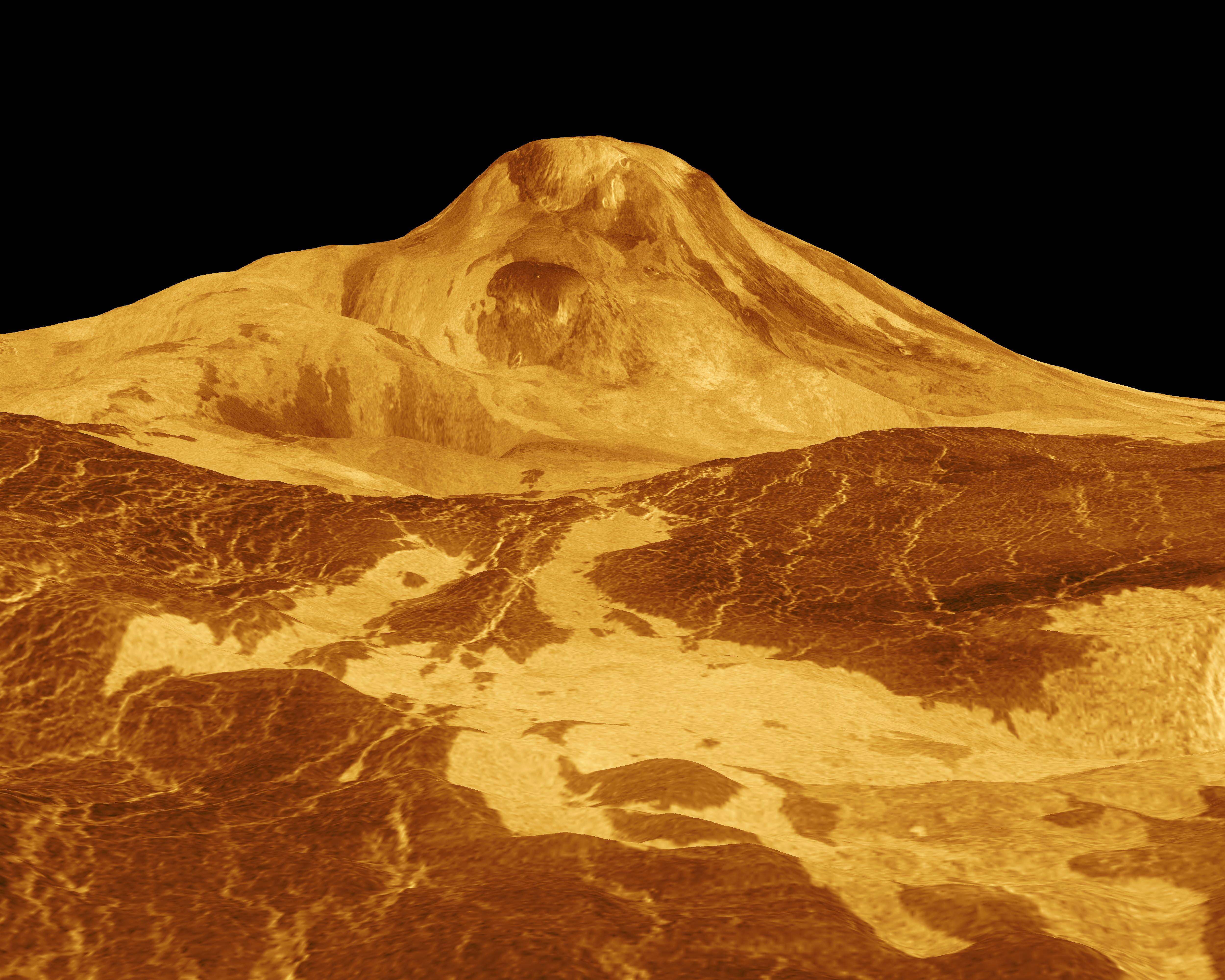
垂直方向放大了22.5倍的馬特山

大部分的金星表面似乎都是火山活動形成的，金星的火山數量是地球的好幾倍，它擁有167座直徑超過100公里的大型火山。地球上，只有夏威夷大島的複雜火山的大小可以和金星比較。這不是因為金星的火山比地球活躍，而是因為它的地殼比地球古老。地球的海洋地殼在板塊的邊界不斷的俯衝而下，使得平均年齡小於一億年，而金星表面的年齡估計在3至6億年間。
幾條線索指出金星上的火山仍在活動中。前蘇聯的金星計劃，金星11號和金星12號探測器偵測到絡繹不絕的閃電，金星12號降落之後不久，就記錄到強大的雷聲。歐洲太空總署的金星特快車記錄到高層大氣中豐富的閃電。 雖然地球上的雷暴伴隨著降雨，但是金星表面不會下雨（儘管在大氣層的上層會落下硫酸雨，但在25公里的高處就會因高温蒸發）。產生閃電的一種可能是來自火山灰的噴發。另一種證據來自大氣層中的二氧化硫濃度，在1978年至1986年間的測量，其濃度下降了10倍。這意味著，早些時有大型的火山爆發在進行。
金星上有近千個撞擊坑均勻的分布在其表面。在其它天體上的撞擊坑，例如地球和月球，撞擊坑展現出一系列衰退的狀況。在月球，衰退是由於後續的撞擊；在地球，是因為風和雨水的侵蝕。在金星，85%的撞擊坑保持著原始的狀態。撞擊坑的數量，以及其保存在完好的狀態下，顯示這顆行星大約在3億年前經歷了一次全球性的事件，隨後火山活動即開始衰減。地球的地殼是不斷的運動，而金星被認為無法維持這一過程。沒有板塊構造從地函散熱，金星反而經歷一個使地函溫度升高的迴圈，直到它們達到臨界的水準，削弱了地殼。然後，大約在一億年的期間，發生大規模的地殼俯衝，使地殼完全重生。第一個火山活動持續的直接證據，出現在格尼奇峽谷的盾狀火山馬特山的帶狀裂口，發現了3個紅外線的閃光。這些閃光的溫度範圍為527-827℃，相信是氣體或熔岩從火山口釋出的噴發現象。
金星凹面的坑穴大小從3公里至280公里。由於濃稠的大氣影響到進入的天體，所以沒有小於3公里的坑穴。受到大氣層的減速，動能低於某一臨界值的天體，將無法碰撞出撞擊坑。進入的天體直徑若小於50公尺，將在墜落到表面之前就在大氣層中燒毀  。

### 內部結構
由于沒有地震或轉動慣量的资料，因此只有少許的直接资料可用於了解金星內部的結構和地質化學。與地球相似的大小和密度，顯示它和地球有著相似的共同內部構造：核、地函和地殼。像地球一樣，金星的核心至有一部分是液體，因為這兩顆行星冷卻的速率是相同的。體積略小的金星顯示出內部深處的壓力亦比地球的略小一些。這兩顆行星之間主要的區別在於金星缺乏板塊存在的證據，可能是因為它的外殼太堅硬，隱沒帶缺乏水而使它沒有黏度。這樣的結果使行星的熱難以散逸，阻止了它的冷卻，並提供其內部缺乏生成磁場機制的可能解釋。相反的，金星可能以週期性的重鋪地殼來散逸它內部的熱。

### 大氣層和氣候
金星有着密度極高的大氣層，其中主要包括二氧化碳和極少量的氮。金星大氣層的質量是地球大氣層的93倍，而其表面上的壓力是地球表面壓力的92倍左右，相當於在地球上深達1公里處的海洋下的壓力。在表面的密度是65公斤/米3，是水的6.5%。富含CO2的大氣層，與薄薄的一層二氧化硫，創造出太陽系最強大的溫室效應，使表面的溫度至少達到735 K（462 °C），遠遠高於實現滅菌所需要的溫度。這使得金星表面的溫度比水星更高，而水星表面的最低溫是55 K（−220 °C），最高溫也只有695 K（420 °C）。然而，金星的距離比水星遠離太陽將近2倍，所能接受的太陽輻照度只是水星的25%。金星的表面經常被描述如同地獄般的場所。
研究表明數十億年前的金星大氣層很像現在的地球大氣層，並且表面上可能有許多的液態水，但是經過六億年至數十億年後，受到失控的溫室效應影響，造成原來的水都被蒸發掉，並使得在大氣層中的溫室氣體超過臨界的水準。雖然，在這個事件發生之後，星球的表面條件已不再適合任何像地球生物的生命存在，但在金星雲層的中層和低層是可能有生命存在的。
熱慣量和經由較低層大氣風傳導的熱，意味著儘管這顆行星自轉得很慢，但表面的溫度變化無論是白天或黑夜都不顯著。在表面的風是緩慢的，每小時只移動數公里，但由於表面的大氣密度高，它們施加巨大的壓力對抗障礙物和輸送表面的塵埃和小石塊。即使熱、壓力和缺乏氧氣都不是問題，這依然會使人很難單獨在表面行走移動。
在濃厚的CO2（二氧化碳）大氣層之上的是包含二氧化硫和硫酸水滴的濃厚雲層。這些雲反射和散射90%照射在其上的陽光回到太空中，並阻止了以可見光對金星表面的觀測。永久覆蓋的雲層意味著金星儘管比地球還靠近太陽，但表面不如地球明亮。在雲層頂端的風速高達85 m/s（300 km/h），每4至5天就可以繞行金星一圈。金星的風速是自轉速度的60倍，地球上的最高風速只是地球自轉速度的10-20% 。
金星表面實際上是等溫，不僅是白晝和黑夜之間，包括赤道和南北兩極，都保持一個恆定的溫度。這顆行星自轉軸的傾斜很小－少於3°，相較於地球的23°－也減少了季節的溫度變化。可以察覺到的溫度變化只發在海拔高度的改變，因此金星的最高點，馬克士威山是溫度最低的地點，溫度大約是655 K（380 °C）和大約4.5 MPa（45 bar）的大氣壓力。在1995年，麥哲倫號在金星最高峰的頂部拍攝到和地面上的雪相似的高反光物質。儘管在溫度較高的地區，這種過程可以說是類似下雪的現象。較容易揮發的物質在表面上聚集，以氣體的形態上升到較高處，因為高海拔處的氣溫下降而冷凝，於是在那兒如同下雪般跌落回較低的表面。還不知道這種物質的成分，但是投機者的猜測已經從元素的碲到鉛硫化物（方鉛礦）都有。
金星的雲層也像地球上的雲一樣，可以產生閃電。從前蘇聯的金星探測器首度檢測出疑似閃電的色譜開始，金星是否有閃電的爭議就一直存在。在2006–2007年，金星特快車明确发现了闪电的证据哨声波，它們间歇性出现证明金星存在气象活动。閃電的比率至少有地球的一半。在2007年，金星特快車還探測到南極存在著巨大的雙大氣渦旋。
在2011年，金星特快車又在金星的大氣層高處發現存在著臭氧層。
在2013年1月29日，歐洲太空總署的科學家報告在金星這顆行星的電離層有著類似於彗星離子尾條件的離子尾流。

### 磁場和核心
在1967年，金星4號發現金星有磁場，但是比地球的微弱。這個磁場是由電離層和太陽風相互作用誘導，而不是像地球這樣，由行星內部的發電機產生。金星微弱的磁場對大氣層提供的保護不足以抵抗宇宙射線的輻射，因而可以忽略其功能；而這種輻射可能導致雲層的放電。
金星的大小類似地球，在核心應該有類似的發電機機制，因此缺乏內在的磁場令人驚訝。一架發電機需要三樣東西：導電的液體、旋轉和對流。在地球，因為液體層的底部比頂端熱許多，對流出現在核心外層的液體。在金星，整顆星球的表面重新鋪設的事件，導致通過地殼的熱通量減少，並可能使得板塊活動因而結束。這會導致地函的溫度增加，從而減少核心向外的熱通量，來自核心的熱被用於加熱地殼。
對於金星缺乏磁場，目前主要幾種說法如下：
- 理論一：其核心被認為是導電的，雖然它的旋轉很慢，但模擬的結果認為它還是足夠成為「發電機」[70][71]。這意味著金星的核心只是因為缺少對流，所以不能成為「發電機」。

- 理論二：金星沒有固體的內核[72]，或它的核心已經冷卻，整個核心的液體部分有著幾乎相同的溫度。

- 理論三：核心已經完全固化。核心的狀態與目前尚未知的硫濃度有著密切的關連性[69]。

- 理論四：與理論一相反，2006年金星特快車探勘金星後，認為轉速過慢不足以產生磁場[73]，可能遭遇過類似「大碰撞」的撞擊所導致[74]。

環繞金星的微弱磁圈意味著是太陽風和金星大氣層直接交互作用的結果。此處，氫和氧的離子是中性的分子被紫外線輻射解離所創造的。然後，太陽風提供這些離子足夠逃離金星引力場的速度和能量。這種侵蝕的過程使大氣層內的低質量的氫、氦和氧離子不斷流失，而質量較大的分子，像二氧化碳則更有可能被保留。太陽風對大氣的侵蝕，可能導致金星在形成後的前十億年間就丟失大部分的水分。侵蝕使高質量氘與低質量氫的比率增加，在高層的大氣比低層的高出150倍。

## 軌道和自轉

金星的軌道以平均1億800萬公里（0.72天文單位）距離繞著太陽，每224.65地球日公轉一周。金星（黃色軌跡）是第二近太陽之行星，地球（藍色軌跡）繞行太陽的周期約是它的1.6倍，也就是大約365.24日

金星以平均距離0.72 AU（108,000,000 km；67,000,000 mi）的軌道繞著太陽公轉，完成一圈的時間大約是224.65地球日。雖然所有行星的軌道都是橢圓形，但是金星的軌道最接近圓形，離心率小於0.01。金星它位於地球和太陽的連線之間時，稱為下合（內合）。這時它比任何其他行星更最靠近地球，距離大約是4,100萬公里。它與地球的會合週期平均是584天。歸功於地球的軌道離心率衰減，這個最接近的距離將會以超過10,000年的週期改變。從1至5383年，有526次的距離會小於4,000萬公里；接下來的60,158年都會超過。
從地球的北極方向觀察，太陽系所有的行星都是以逆時針方向在軌道上運行。大多數行星的自轉方向也是逆時針的（稱為順行自轉），但是金星的自轉方向不僅是順時針的（稱為逆行自轉），金星還需243地球日自轉，是所有行星中轉得最慢的。因為它的自轉是如此緩慢，所以它極度的接近球形。金星的恆星日比金星的地球日一年長（243相對於224.7地球日）。金星赤道的線速度為6.5 km/h（4.0 mph），而地球的則接近1,670 km/h（1,040 mph）。自從麥哲倫號太空船抵達金星之後，它的自轉週期已經延長6.5 分钟。因為是逆行的自轉，一個太陽日的長度明顯的短於恆星日，僅為116.75地球日（使得金星的太陽日短於水星太陽日的176個地球日）。一個金星年的長度是金星日（太陽日）的1.92倍。金星上的觀測者會看見太陽從西邊升起，然後從東邊落下；但實際上，由於不透明的雲層，在金星表面是看不見太陽的。
金星可能從太陽星雲中不同轉動週期和轉軸傾角的區域誕生，由於混沌的自旋和其它行星對其濃厚大氣的攝動和潮汐效應，經過數十億年的影響才達到現在的狀況。金星的自轉週期可能代表其潮汐受到太陽引力的鎖定，由太陽熱在濃稠的金星大氣層中創造出金星大氣潮，使旋轉逐漸趨於緩慢。平均584天接近地球一次的會合週期，幾乎正好是金星5個太陽日的長度，但是與地球的自旋軌道共振已經不被採信。
金星沒有天然的衛星，目前僅有小行星2002 VE68維持著準衛星軌道的關係。此外，它還曾有過其它的準衛星：兩顆暫時共軌的小行星，2001 CK32和2012 XE133。在17世紀， 乔瓦尼·卡西尼報告有一顆衛星環繞著金星，還將之命名為尼斯，並在其後的200年還有斷斷續續的觀測報告，但大多數被確認只是鄰近的背景恆星。加州理工學院的Alex Alemi's和大衛·史提芬遜在2006年研究早期太陽系的模型顯示，在數十億年前的巨大撞擊事件中，至少曾為金星創造一顆衛星；大約1,000萬年後，另一個撞擊事件反轉金星的自轉方向，造成金星的衛星逐漸螺旋向內，直到與金星撞擊而合併，若是稍後的撞擊創造出衛星，也會被以相同的方式吸收掉。另一種缺乏衛星的解釋是太陽強大的潮汐力，會使環繞內側類地行星的大型衛星軌道不穩定。

## 觀測

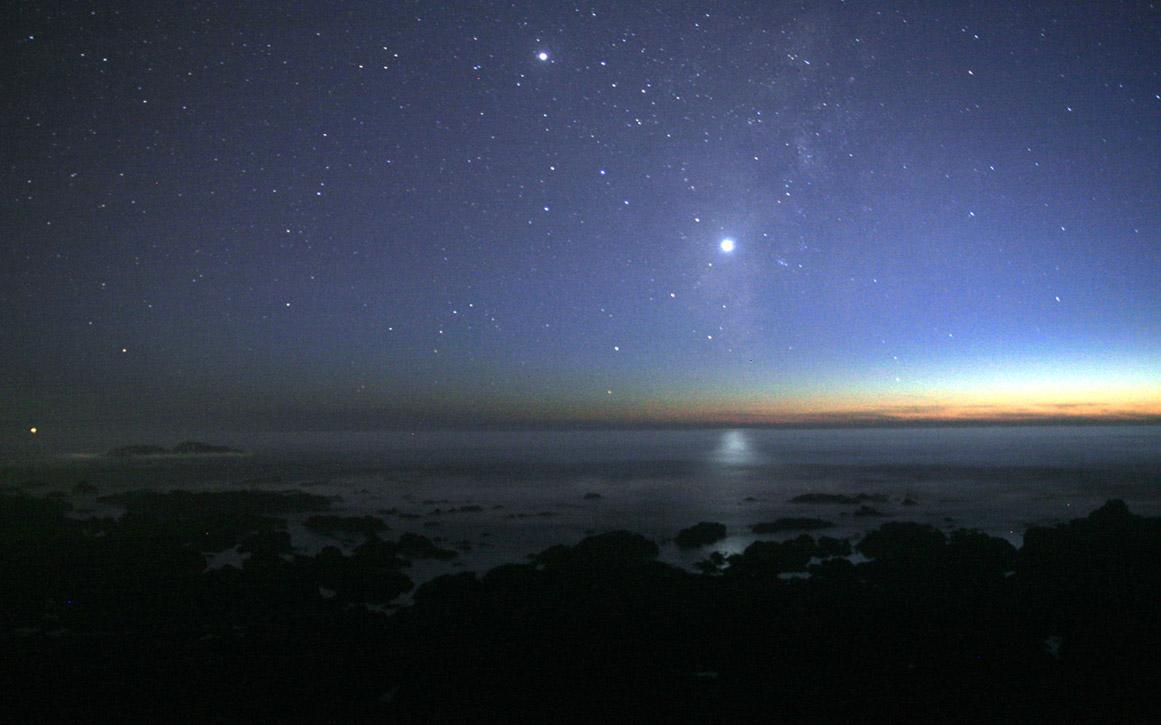
在海邊的一張夜空照片。一線曙光在地平線上，可以看見許多的星星。金星在中心，比任何星星都要明亮，在海中可以看見它的反射光。這裡是太平洋的上空，金星總是比太陽系外最亮的恆星更明亮

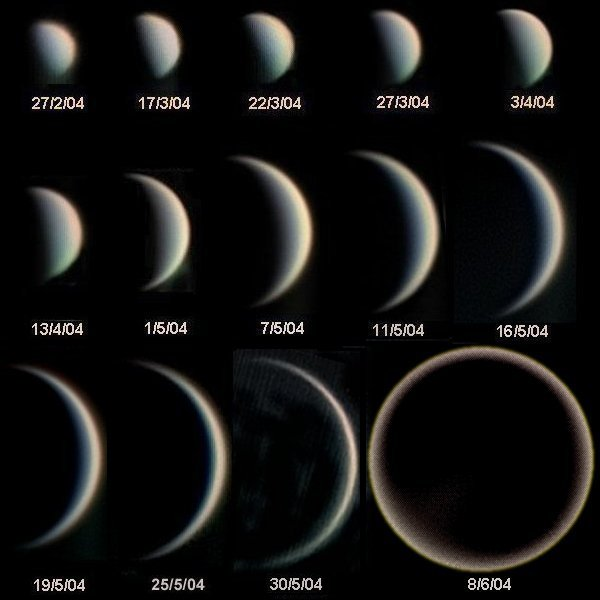
金星的相位和它的視直徑變化

大部份時候金星比太陽以外的恆星明亮。當它是最靠近太陽的眉型月時，它的最大視星等亮度可以達到-4.9等，當它在太陽的背後最黯淡時，視星等依然有-3等。當高度足夠時，這顆行星的亮度足以在晴朗的夜空下照射出陰影，而且當太陽在接近地平線的低空時，也很容易看見它。由於它是一顆內側行星，所以它與太陽的距角（離日度）永遠小於47度。
金星在繞行太陽的軌道上每584天超越地球一次。當它超越地球時，它會從日落後可見的昏星（長庚星）變成日出之前可見的晨星（啟明星）。雖然水星也是內側的行星，但它的最大離日度只有28°，所以通常很難在晨昏濛影中見到，而金星在它最亮時很難不被看見。它的離日度越大，表示在日落後或日出前的黑暗中可以看見的時間越長。當它是天空中最明亮的光點時，通常會被誤報為不明飛行物（UFO）。美國總統吉米·卡特在1969年宣稱看見不明飛行物，事後分析被認為極可能就是金星。許多人曾誤以為金星是更奇特的東西。
透過望遠鏡觀察在軌道上的金星，它會顯示像月球的相位變化。當它在太陽的另一側時，這顆行星呈現小而圓滿的圖像。當它在最大的離日度時，會呈現半圓形的相位，並顯示較大的視直徑，而當它在靠近地球與太陽的這一側，也就是靠近地球且在夜空中最明亮時，會呈現細長的眉月形。當金星最大並且要呈現新月的相位時，在望遠鏡中可以看見光線被金星大氣層折射後在它周圍形成的光暈。金星的相位变化，曾经被伽利略作为证明哥白尼日心说的有力证据。

### 凌日

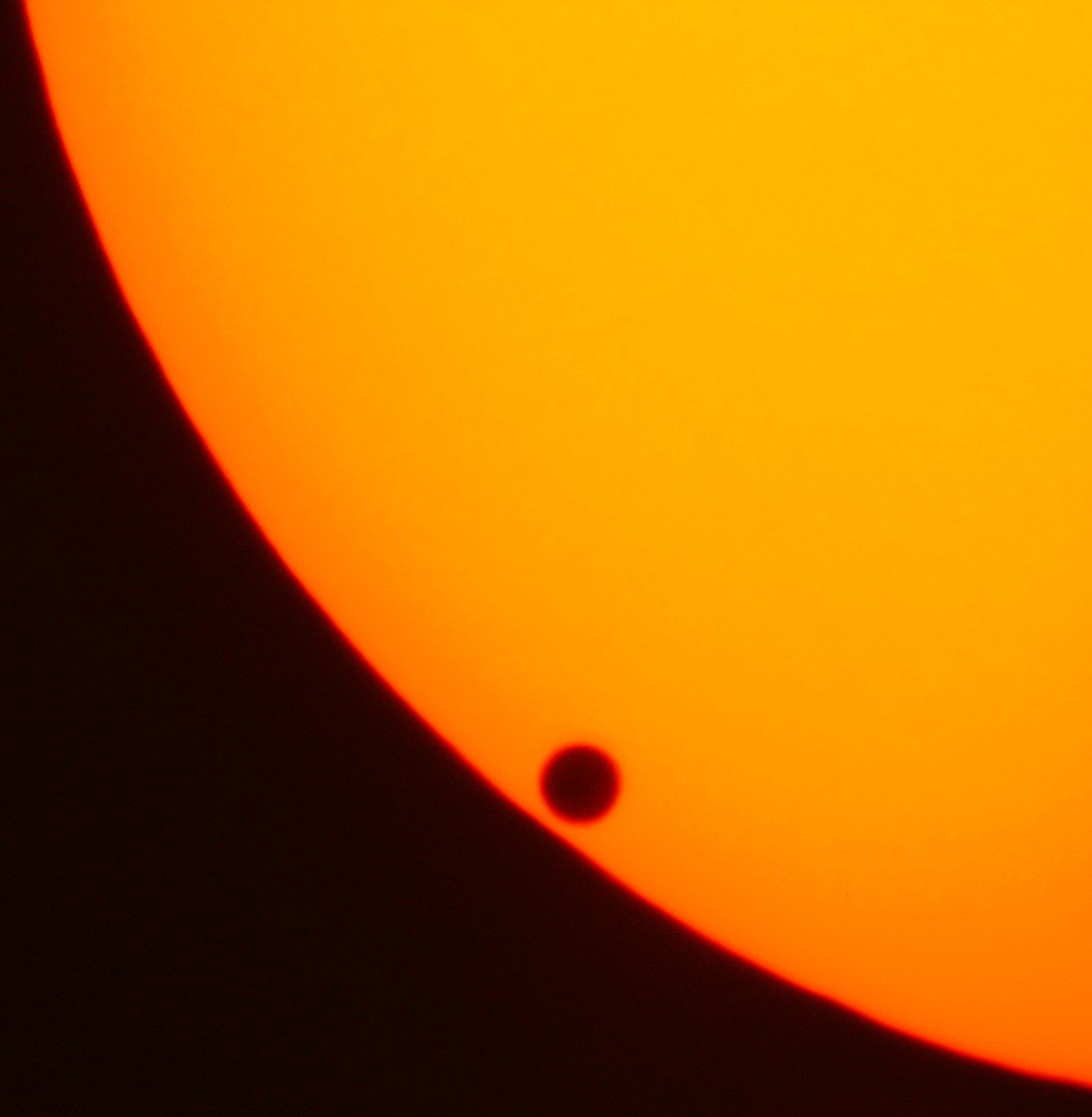
2004年的金星凌日

金星的軌道相對於地球的軌道略有傾斜，因此當金星行經地球和太陽之間時，通常不會橫越過太陽的表面。只有當下合時剛好也穿越地球的軌道平面時才會發生金星凌日的現象。目前發生金星凌日的循環週期是243 年，會相隔大約105.5 年或121.5 年各出現一對間隔八年的凌日 —這是英國天文學家傑雷米亞·霍羅克斯在1639年首先發現的模式。
最近的一對是2004年6月8日和2012年6月5-6日。在許多地點都以適當的儀器進行現場觀測和線上直播觀賞這兩次的凌日。
前一次的一對凌日發生在1874年12月和1882年12月；下一次的一對是在2117年12月和2125年12月。在歷史上，凌日的觀測是很重要的，因為這可以讓天文學家確定天文單位的大小，霍羅克斯在1639年即藉此測量太陽系的大小。1768年，庫克船長前往大溪地，於1769年在當地觀測金星凌日之後，還航行到澳大利亞東岸。

### 合月 / 掩星

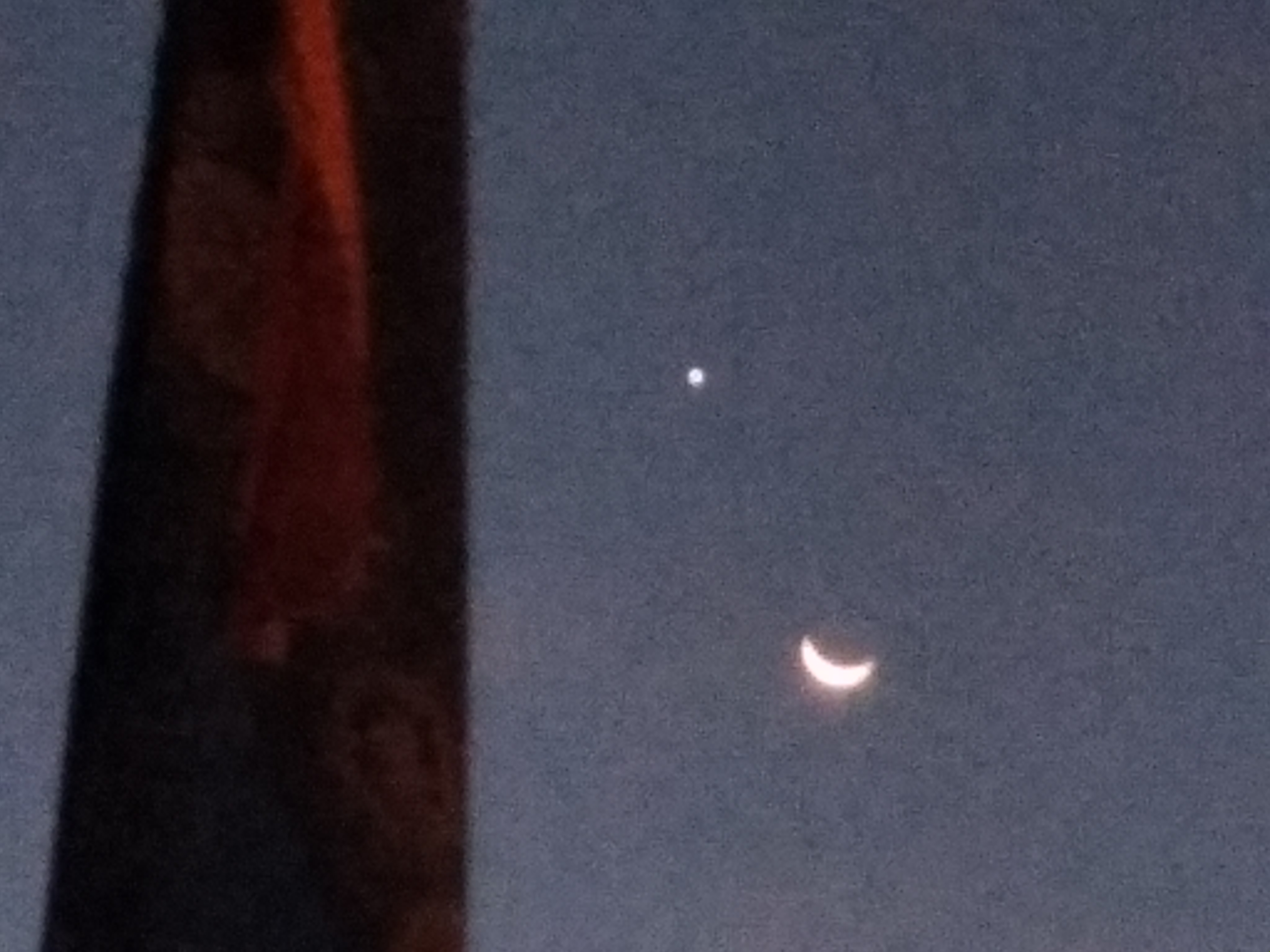
2023年4月23日的一次月掩金星現象

金星合月是一种较为常见天文现象，一般為金星的公转轨道与月球距離較近。若此時金星的公轉軌道與月球呈現一條直線，則會發生月掩金星現象。

### 灰光
當這顆行星的相位是月牙形時，在黑暗側出現的微弱光照，稱為灰光，長久以來一直是觀測上的謎團。第一個聲稱看見灰光的觀測報告出現在1643年，但從來沒有可證實的可靠照明存在。觀測人員猜測這可能是金星大氣層中的電氣活動，但也可能是觀察明亮的月牙形區域後生理上產生的虛幻。

## 研究

### 早期的研究

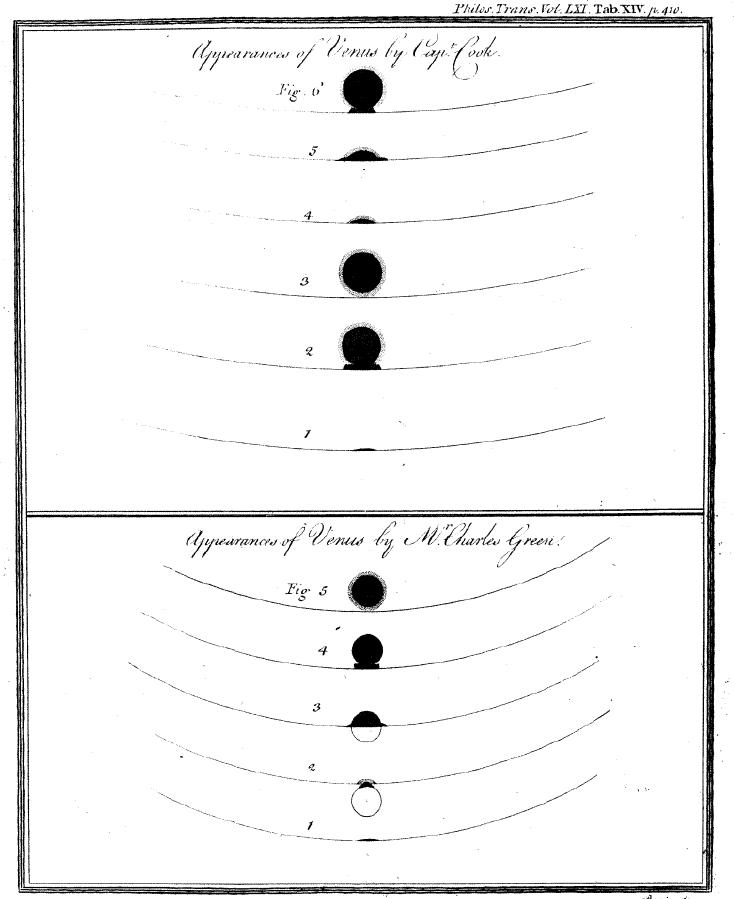
1769年凌日時紀錄的「黑滴現象」

眾所周知，金星在古文明被視為啟明星（晨星）和長庚星（昏星），反映出在早期假設這是兩顆不同的天體，所以各自有自己的名稱。在西元前1581年的金星碑都表明巴比倫人知道這兩個天體其實是相同的，在這塊板上稱之為明亮的天空女王，可以支持這一觀點和細緻的觀察。直到西元前六世紀的畢達哥拉斯，希臘人都認為這是兩顆不同的天體，凌晨的被稱為磷光體，日落後的才稱為金星（Hesperus）。
羅馬人稱凌晨方位的金星為曉星（Lucifer），字面上的意思是光明使者，晚上的是金星（Vesper），兩者都是承襲希臘名字字面上的翻譯。
首次觀測金星凌日是在1032年，觀測者是波斯天文學家阿維森納，它因此認為金星比地球更靠近太陽，並且認為金星，至少有些時候，是低於太陽。在12世紀，安達盧西亞的天文學家伊本·巴哲觀察到兩顆行星像黑點一樣的從太陽表面經過。後來，13世紀馬拉蓋的天文學家库特布丁·设拉子認定是金星和水星的凌日。在1639年12月4日（以當時的儒略曆是1639年11月24日），傑雷米亞·霍羅克斯和它的朋友威廉·克萊布崔，在他們自己各自的住宅都觀測了金星凌日。

伽利略發現金星呈現的相位（雖然還將太陽放在地球的天空中）證明金星環繞著太陽，而不是繞著地球

在17世紀，義大利物理學家伽利略首次觀察到這顆行星時，發現它和月球一樣有著相位變化，從眉形到凸月然後滿月，之後再反過來變化。當金星的距角最大時，它呈現半圓形；離太陽最近時（距角最小）顯示新月或滿月的圓形。只有金星環繞太陽運轉才有這種可能，這是首度觀測到與托勒密的地心模型，地球居於同心圓的太陽系中心矛盾的現象。
1761年，俄羅斯的學者羅蒙諾索夫發現金星的大氣層。1790年，德國天文學家约翰·希罗尼穆斯·施罗特也觀測到了金星的大氣層。施罗特發現當這顆行星呈現彎彎的月牙形時，月牙的尖頂延長超過180度。他正確地推測這是陽光在稠密的大氣層中散射所致。後來，美國天文學家萊曼在金星處於內合時，觀測到其黑暗的一側圍繞著完整的光環，進一步證實了大氣層的存在 大氣層使得測定行星自轉週期的工作複雜化，施罗特和意大利裔天文學家卡西尼等觀測者根據金星表面標記的運動錯誤地估計其自轉週期約爲24 小時。

## 地形地貌
在金星表面的大平原上有两个主要的大陆状高地。北边的高地叫伊师塔地，拥有金星最高的「馬克士威山脈（大约比喜马拉雅山高出两千米）」，它是根据詹姆斯·克拉克·馬克士威命名的。馬克士威山脈包围了拉克西米高原。伊师塔地大约有澳大利亚那么大。南半球有更大的阿佛洛狄忒陆，面积与南美洲相当。这些高地之间有许多广阔的低地，包括有阿塔兰塔平原低地、圭尼维尔平原低地以及拉维尼亚平原低地。除了馬克士威山脈外，所有的金星地貌均以现实中的或者神话中的女性命名。由于金星浓厚的大气让流星等天体在到达金星表面之前减速，所以金星上的陨石坑都不超过3.2千米。
大约90%的金星表面是由不久之前才固化的玄武岩熔岩形成，当然也有极少量的陨石坑。这表明金星近来正在经历表面的重新构筑。金星的内部可能与地球是相似的：半径约3000千米的地核和由熔岩构成的地幔组成了金星的绝大部分。来自麦哲伦号的最近的数据表明金星的地壳比起原来所认为的更厚也更坚固。可以据此推测金星没有像地球那样的可移动的板块构造，但是却有大量的有规律的火山喷发遍布金星表面。金星上最古老的特征仅有8亿年历史，大多数地区都相当年轻（但也有数亿年的时间）。最近的发现表明，金星的火山在隔离的地质热点依旧活跃。
金星本身的磁场与太阳系的其它行星相比是非常弱的。这可能是因为金星的自转不够快，其地核的液态铁因对流产生的磁场较弱造成的。这样一来，太阳风就可以毫无缓冲地撞击金星上层大气。最早的时候，人们认为金星和地球的水在量上相当，然而，太阳风的攻击已经让金星上层大气的水蒸气分解为氢和氧。氢原子因为质量小逃逸到了太空。金星上氘（氢的一种同位素，质量较大，逃逸得较慢）的比例似乎支持这种理论。而氧元素则与地壳中的物质化合，因而在大气中没有氧气。金星表面十分干旱，所以金星上的岩石要比地球上的更坚硬，从而形成了更陡峭的山脉、悬崖峭壁和其它地貌。
另外，根据探测器的探测，发现金星的岩浆裡含有水。

## 人类探索

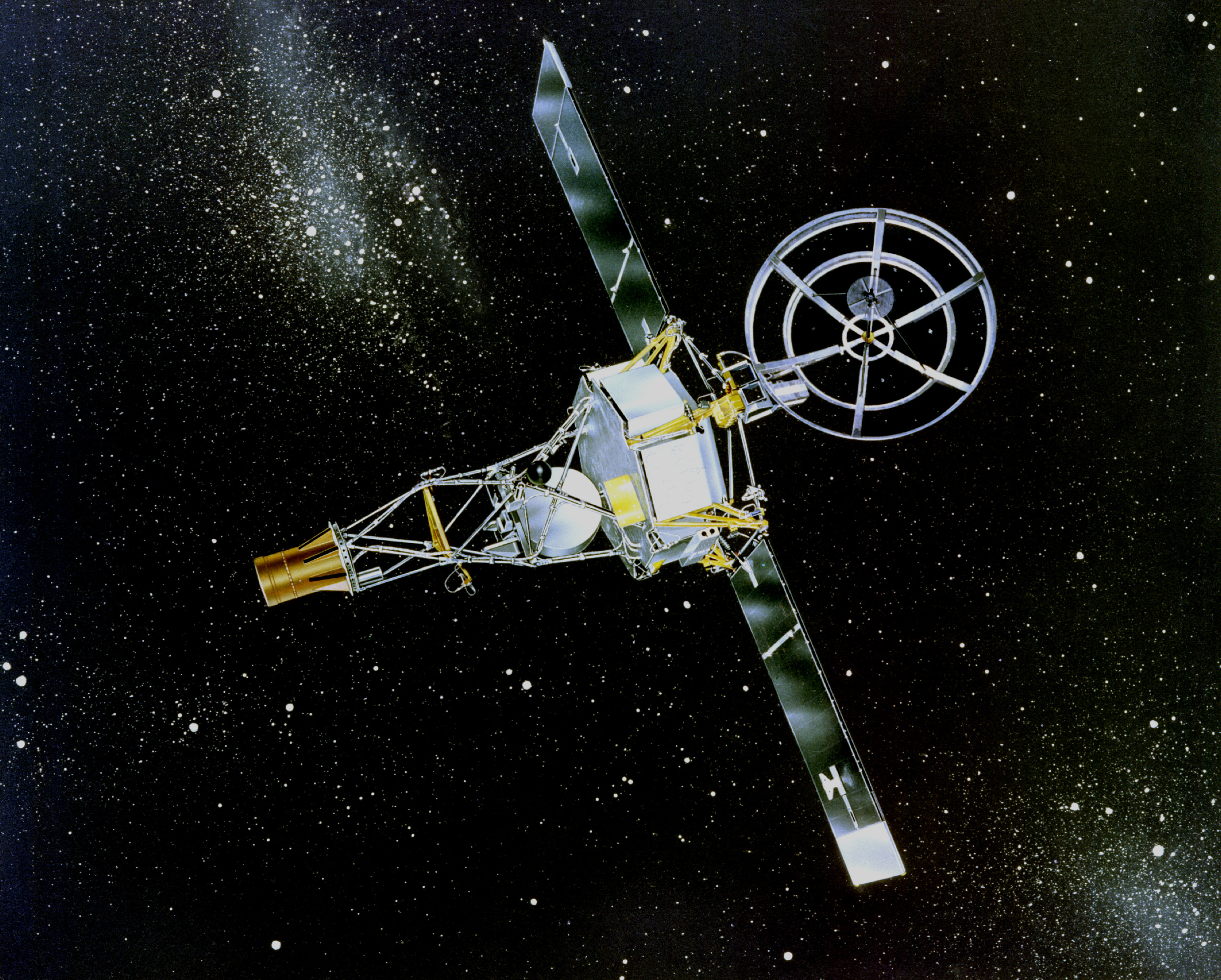
水手2號探測器, 发射于1962年

在太空探测器探测金星以前，有的天文学家认为金星的化学和物理状况和地球类似，在金星上发现生命的可能性比火星还大。1950年代后期，天文学家用射电望远镜第一次观测了金星的表面。第一个机器人太空探索的金星任务，并且是首次探索任何星球，开始于1961年2月12日发射的金星1号探测器。从1961年起，苏联和美国向金星发射了30多个探测器，从近距离观测，到着陆探测。
日本宇宙航空研究開發機構（JAXA）在2010年5月發射的金星探測器「破曉號」，原定在2010年12月7日進入金星軌道，但「破曉號」開始進行引擎反向噴射、準備減緩速度進入金星軌道時，通訊設備卻發生故障，與地面指揮中心短暫失去聯絡，以至於引擎停擺，與金星擦身而過。「破曉號」必須等到2016年後才能再度接近金星軌道，運作小組表示，屆時「破曉號」若仍完好無損，將再次挑戰。在飛行器繞太陽五年之後，工程師們通過點火其姿態控制推進器20分鐘而進入一個替代的橢圓形金星軌道，JAXA于2015年12月9日下午六点宣布破晓号于2015年12月7日成功进入金星轨道。

## 金星殖民
|  |  |  |  |

## 註解
1. Lakdawalla, Emily (21 September 2009), Venus Looks More Boring than You Think It Does （页面存档备份，存于）, Planetary Society Blog (retrieved 4 December 2011)
2. 1 2 3 4 5 6 7 8 9 10  Williams, David R. . NASA. 2005-04-15  [2007-10-12]. （原始内容存档于2016-03-10）.
3. 1 2   (Geophysical data). JPL Horizons On-Line Ephemeris System. 2006-02-27  [2010-11-28]. （原始内容存档于2017-07-13）. (Using JPL Horizons you can see that on 2013-Dec-08 Venus will have an apmag of −4.89)
4. 1 2 3  Espenak, Fred. . NASA Reference Publication 1349. NASA/Goddard Space Flight Center. 1996  [2006-06-20]. （原始内容存档于2000-08-17）.
5. ↑  Lawrence, Pete. . 2005  [2012-06-13]. （原始内容存档于2012-06-11）.
6. ↑  Hashimoto, G. L.; Roos-Serote, M.; Sugita, S.; Gilmore, M. S.; Kamp, L. W.; Carlson, R. W.; Baines, K. H. . Journal of Geophysical Research, Planets. 2008, 113: E00B24. Bibcode:2008JGRE..11300B24H. ISSN 0148-0227. doi:10.1029/2008JE003134.
7. ↑  David Shiga Did Venus's ancient oceans incubate life? （页面存档备份，存于）, New Scientist, 10 October 2007
8. ↑  B.M. Jakosky, "Atmospheres of the Terrestrial Planets", in Beatty, Petersen and Chaikin (eds,), The New Solar System, 4th edition 1999, Sky Publishing Company (Boston) and Cambridge University Press (Cambridge), pp. 175–200
9. ↑  . ESA (Venus Express). 2007-11-28  [2008-07-12]. （原始内容存档于2011-08-21）.
10. ↑  Greaves, Jane S.; Richards, Anita M. S.; Bains, William; Rimmer, Paul B.; Sagawa, Hideo; Clements, David L.; Seager, Sara; Petkowski, Janusz J.; Sousa-Silva, Clara. . 自然天文学. 2020-09-14: 1–10  [2020-09-21]. ISSN 2397-3366. doi:10.1038/s41550-020-1174-4. （原始内容存档于2020-09-14） （英语）.
11. ↑  . BBC News 中文.   [2020-09-21]. （原始内容存档于2021-04-15） （中文（简体））.
12. ↑  《史记·天官书》：“﹝太白﹞其始出东方……其庳，近日，曰明星，柔；高，远日，曰大嚣，刚。”《广雅·释天》：“太白谓之长庚，或谓之大嚣。”
13. ↑  《夜航船·卷一》：“长庚即太白金星，朝见东方，曰启明；夕见西方，曰长庚。”
14. ↑  莊雅州. . 中正大學中文學術年刊. 2004, 6: 125–160  [2023-06-23]. （原始内容存档于2023-06-23）. 五大行星異名極多……今日的通稱，與五大行星的顏色有關。行星並不像恆星那樣能自身發光，而是反射太陽光，而反射的光波波長與行星表面大氣成份有關。歲星青色，故稱木星；熒惑紅色，故稱火星；填星（鎮星）黃色，故稱土星；太白白色，故稱金星；辰星灰色，屬黑色系列，故稱水星。這樣的命名，剛好與五行所配的顏色相符。
15. ↑  《乙巳占》：「凡五星，各有常色，各有本體。至如歲星色青，熒惑色赤，如大角，如參左肩，是其常色。填星色黃，太白色白，如五車大星有光。辰星色黑，如奎大星。」
《靈臺秘苑》：「歲星者……在春曰王，象如左角（原文寫參左角，其「參」字應為衍文，據《開元占經》：「歲星之王也，戶，立春至春之盡，其色比左角大而蒼……歲星如左角之狀，其色蒼」，僅言「左角」）大而青有精光，仲春之時有芒角……熒惑者……至夏旺，色比心大星而有精明，仲夏之時有芒角……鎮星者……在四季曰王，色正黃，北極中央大星而精明有芒角……太白者……在秋曰王，其色比狼星精明而有光，仲秋之時有芒角……辰星者……在冬曰王，色比奎大星精明有光，冬至之時有芒角……五星有色、大小不同，各依其行而順時應節。色變青比參右肩，赤比心大星，黃比參左肩，白比狼，黑比奎大星，不失常色而應其央者，吉。色害行，凶。」

《史記·天官書》：「太白白，比狼（天狼星）；赤，比心（心宿二）；黃，比參左肩（參宿四）；蒼，比參右肩（參宿五）；黑，比奎大星（奎宿九）。」（莊雅州 〈科學與迷信之際：史記天官書今探〉一文指出：「天狼星為白色，心宿二為紅色，參右肩（參宿五，獵戶γ）為藍白色，都與今日所見相同，惟參左肩（參宿四，獵戶α）現代為紅色，司馬遷卻記為黃色，近代美國天文學家布瑞徹（Bureche）研究，認為這顆恆星原本是紅色，2,700年前曾經發生過爆炸，根據推算，它在漢初確實是黃色，後來又漸漸恢復原來的紅色。奎大星（奎宿九，仙女β）為暗紅色，司馬遷記載為黑色，正表示其為較暗的星。」 ）
16. ↑  Lopes, Rosaly M. C.; Gregg, Tracy K. P. . Springer. 2004: 61. ISBN 3-540-00431-9.
17. ↑  . The Encyclopedia of Astrobiology, Astronomy, and Spaceflght.   [2007-04-29]. （原始内容存档于2019-04-02）.
18. ↑  Esposito, Larry W. . Science. 1984-03-09, 223 (4640): 1072–1074  [2009-04-29]. Bibcode:1984Sci...223.1072E. PMID 17830154. doi:10.1126/science.223.4640.1072. （原始内容存档于2019-07-01）.
19. ↑  Bullock, Mark A.; Grinspoon, David H. . Icarus. March 2001, 150 (1): 19–37. Bibcode:2001Icar..150...19B. doi:10.1006/icar.2000.6570.
20. ↑  Basilevsky, Alexander T.; Head, James W., III. . Earth, Moon, and Planets. 1995, 66 (3): 285–336. Bibcode:1995EM&P...66..285B. doi:10.1007/BF00579467.
21. ↑  Kaufmann, W. J. . New York: W. H. Freeman. 1994: 204. ISBN 0-7167-2379-4.
22. 1 2 3 4  Nimmo, F.; McKenzie, D. . Annual Review of Earth and Planetary Sciences. 1998, 26 (1): 23–53. Bibcode:1998AREPS..26...23N. doi:10.1146/annurev.earth.26.1.23.
23. 1 2  Strom, R. G.; Schaber, G. G.; Dawsow, D. D. . Journal of Geophysical Research. 1994, 99 (E5): 10899–10926. Bibcode:1994JGR....9910899S. doi:10.1029/94JE00388.
24. 1 2 3 4  Frankel, Charles. . Cambridge University Press. 1996. ISBN 0-521-47770-0.
25. ↑  Batson, R.M.; Russell J. F.  (PDF). . Houston, Texas: 65. 18–22 March 1991  [2009-07-12]. （原始内容存档 (PDF)于2011-05-13）.
26. ↑  Young, C. (编).  JPL Publication 90-24. California: Jet Propulsion Laboratory. August 1990  [2015-02-23]. （原始内容存档于2013-02-17）.
27. ↑  
Davies, M. E.; Abalakin, V. K.; Bursa, M.; Lieske, J. H.; Morando, B.; Morrison, D.; Seidelmann, P. K.; Sinclair, A. T.; Yallop, B.; Tjuflin, Y. S. . Celestial Mechanics and Dynamical Astronomy. 1994, 63 (2): 127. Bibcode:1996CeMDA..63..127D. doi:10.1007/BF00693410.
28. ↑  .   [2009-10-22]. （原始内容存档于2006-02-10）.
29. ↑  .   [2009-10-22]. （原始内容存档于2016-12-04）.
30. ↑  Karttunen, Hannu; Kroger, P.; Oja, H.; Poutanen, M.; Donner, K. J. . Springer. 2007: 162. ISBN 3-540-34143-9.
31. ↑  . CNN. 2007-11-29  [2007-11-29]. （原始内容存档于2007-11-30）.
32. ↑  Glaze, L. S. . Journal of Geophysical Research. 1999, 104 (E8): 18899–18906  [2009-01-16]. Bibcode:1999JGR...10418899G. doi:10.1029/1998JE000619. （原始内容存档于2009-02-13）.
33. ↑  Romeo, I.; Turcotte, D. L. . Icarus. 2009, 203 (1): 13. Bibcode:2009Icar..203...13R. doi:10.1016/j.icarus.2009.03.036.
34. ↑  Shannon Hall. . Sky and Telescope. 2014  [2014-04-02]. （原始内容存档于2014-04-07）.
35. ↑  Herrick, R. R.; Phillips, R. J. . Icarus. 1993, 112 (1): 253–281. Bibcode:1994Icar..112..253H. doi:10.1006/icar.1994.1180.
36. ↑  David Morrison. . Benjamin Cummings. 2003. ISBN 0-8053-8734-X.
37. ↑  Goettel, K. A.; Shields, J. A.; Decker, D. A. . . Houston, TX: Pergamon Press: 1507–1516. 16–20 March 1981  [2009-07-12]. （原始内容存档于2015-11-06）.
38. ↑  Faure, Gunter; Mensing, Teresa M. . Springer eBook collection. Springer. 2007: 201. ISBN 1-4020-5233-2.
39. ↑  Nimmo, F. . Geology. 2002, 30 (11): 987–990. Bibcode:2002Geo....30..987N. ISSN 0091-7613. doi:10.1130/0091-7613(2002)030<0987:WDVLAM>2.0.CO;2.
40. ↑  . Case Western Reserve University. 2006-09-13  [2011-12-21]. （原始内容存档于2012-04-26）.
41. ↑  Lewis, John S.  2nd. Academic Press. 2004: 463. ISBN 0-12-446744-X.
42. ↑  Henry Bortman. . space.com. 2004  [2010-07-31]. （原始内容存档于2010-12-24）.
43. ↑  Grinspoon, David H.; Bullock, M. A. . Bulletin of the American Astronomical Society. October 2007, 39: 540. Bibcode:2007DPS....39.6109G.
44. ↑  
Kasting, J. F. . Icarus. 1988, 74 (3): 472–494. Bibcode:1988Icar...74..472K. PMID 11538226. doi:10.1016/0019-1035(88)90116-9.
45. ↑  .   [2014-05-07]. （原始内容存档于2007-08-07）. :: Astrobiology Magazine
46. ↑  Geoffrey A. Landis  (PDF).   [2006-10-09]. （原始内容 (PDF)存档于2011-08-07）.
47. ↑  
Cockell, C. S. . Planetary and Space Science. December 1999, 47 (12): 1487–1501. Bibcode:1999P&SS...47.1487C. doi:10.1016/S0032-0633(99)00036-7.
48. ↑  。
Moshkin, B. E.; Ekonomov, A. P.; Golovin Iu. M. . Kosmicheskie Issledovaniia (Cosmic Research). 1979, 17: 280–285. Bibcode:1979CoRe...17..232M.
49. ↑  
Krasnopolsky, V. A.; Parshev, V. A. . Nature. 1981, 292 (5824): 610–613. Bibcode:1981Natur.292..610K. doi:10.1038/292610a0.
50. ↑  Krasnopolsky, Vladimir A. . Planetary and Space Science. 2006, 54 (13–14): 1352–1359. Bibcode:2006P&SS...54.1352K. doi:10.1016/j.pss.2006.04.019.
51. ↑  W. B., Rossow; A. D., del Genio; T., Eichler.  (PDF). Journal of the Atmospheric Sciences. 1990, 47 (17): 2053–2084  [2015-02-23]. Bibcode:1990JAtS...47.2053R. ISSN 1520-0469. doi:10.1175/1520-0469(1990)047<2053:CTWFVO>2.0.CO;2. （原始内容存档于2015-11-06）.
52. ↑  Normile, Dennis. . Science. 2010-05-07, 328 (5979): 677. Bibcode:2010Sci...328..677N. PMID 20448159. doi:10.1126/science.328.5979.677-a.
53. ↑  Lorenz, Ralph D.; Lunine, Jonathan I.; Withers, Paul G.; McKay, Christopher P.  (PDF). Ames Research Center, University of Arizona Lunar and Planetary Laboratory. 2001  [2007-08-21]. （原始内容 (PDF)存档于2018-10-03）.
54. ↑  . NASA.   [2007-08-21]. （原始内容存档于2007-10-16）.
55. ↑  Basilevsky A. T., Head J. W. . Reports on Progress in Physics. 2003, 66 (10): 1699–1734. Bibcode:2003RPPh...66.1699B. doi:10.1088/0034-4885/66/10/R04.
56. ↑  McGill G. E., Stofan E. R., Smrekar S. E. . T. R. Watters, R. A. Schultz  (编). . Cambridge University Press. 2010: 81–120  [2015-02-23]. ISBN 978-0-521-76573-2. （原始内容存档于2014-07-06）.
57. ↑  Otten, Carolyn Jones. . Washington University in St Louis. 2004  [2007-08-21]. （原始内容存档于2008-04-15）.
58. 1 2  
Russell, S. T.; Zhang, T. L.; Delva, M.; Magnes, W.; Strangeway, R. J.; Wei, H. Y. . Nature. 2007, 450 (7170): 661–662. Bibcode:2007Natur.450..661R. PMID 18046401. doi:10.1038/nature05930.
59. ↑  Hand, Eric. . Nature. November 2007, (450): 633–660. doi:10.1038/news.2007.297.
60. ↑  Staff. . BBC News. 2007-11-28  [2007-11-29]. （原始内容存档于2009-01-11）.
61. ↑  . ESA. 2011-10-06  [2011-12-25]. （原始内容存档于2012-01-27）.
62. ↑  Staff. . ESA. 2013-01-29  [2013-01-31]. （原始内容存档于2019-05-02）.
63. ↑  Kramer, Miriam. . Space.com. 2013-01-30  [2013-01-31]. （原始内容存档于2019-05-03）.
64. ↑  . Atomic and Molecular Physics Division, Harvard-Smithsonian Center for Astrophysics.   [2012-08-08]. （原始内容存档于2012-08-14）. HITRAN is a compilation of spectroscopic parameters that a variety of computer codes use to predict and simulate the transmission and emission of light in the atmosphere.
65. ↑  . Harvard-Smithsonian Center for Astrophysics (CFA), Cambridge, MA, USA; V.E. Zuev Institute of Atmosperic Optics (IAO), Tomsk, Russia.   [2012-08-11]. （原始内容存档于2013-04-19）.
66. ↑  Dolginov, Nature of the Magnetic Field in the Neighborhood of Venus, COsmic Research, 1969
67. ↑  Kivelson G. M., Russell, C. T. . Cambridge University Press. 1995. ISBN 0-521-45714-9.
68. ↑  Upadhyay, H. O.; Singh, R. N. . Advances in Space Research. April 1995, 15 (4): 99–108. Bibcode:1995AdSpR..15...99U. doi:10.1016/0273-1177(94)00070-H.
69. 1 2  Nimmo, Francis.  (PDF). Geology. November 2002, 30 (11): 987–990  [2009-06-28]. Bibcode:2002Geo....30..987N. ISSN 0091-7613. doi:10.1130/0091-7613(2002)030<0987:WDVLAM>2.0.CO;2. （原始内容存档 (PDF)于2018-10-01）.
70. ↑  Luhmann J. G., Russell C. T. J. H. Shirley and R. W. Fainbridge , 编. . Encyclopedia of Planetary Sciences (Chapman and Hall, New York). 1997  [2009-06-28]. ISBN 978-1-4020-4520-2. （原始内容存档于2010-07-14）.
71. ↑  Stevenson, D. J. . Earth and Planetary Science Letters. 2003-03-15, 208 (1–2): 1–11. Bibcode:2003E&PSL.208....1S. doi:10.1016/S0012-821X(02)01126-3.
72. ↑  Konopliv, A. S.; Yoder, C. F. . Geophysical Research Letters. 1996, 23 (14): 1857–1860  [2009-07-12]. Bibcode:1996GeoRL..23.1857K. doi:10.1029/96GL01589. （原始内容存档于2011-05-12）.
73. 1 2  科學新發現：金星真面目（Naked Science: Earth's Evil Twin）. 國家地理頻道. 2009-06-25.
74. ↑  絕命太空氣象：金星酸雨（Deadliest Space Weather: Venus）. 天氣頻道. 2013-01-10.
75. ↑  
Svedhem, Håkan; Titov, Dmitry V.; Taylor, Fredric W.; Witasse, Olivier. . Nature. November 2007, 450 (7170): 629–632. Bibcode:2007Natur.450..629S. PMID 18046393. doi:10.1038/nature06432.
76. ↑  .   [2009-03-19]. （原始内容存档于2012-08-09）. (numbers generated by Solex) （页面存档备份，存于）
77. ↑  . Squyres, Steven W.   [2014-05-23]. （原始内容存档于2014-04-28）.
78. ↑  Bakich, Michael E. . Cambridge University Press. 2000: 50. ISBN 0-521-63280-3.
79. ↑  . European Space Agency. 2012-02-10  [2012-08-19]. （原始内容存档于2012-07-31）.
80. 1 2  . Planetary Society.   [2007-04-12]. （原始内容存档于2013-05-14）.
81. ↑  Correia, Alexandre C. M.; Laskar, Jacques; de Surgy, Olivier Néron.  (PDF). Icarus. May 2003, 163 (1): 1–23  [2009-05-07]. Bibcode:2003Icar..163....1C. doi:10.1016/S0019-1035(03)00042-3. （原始内容 (PDF)存档于2019-09-27）.
82. ↑  Correia, A. C. M.; Laskar, J.  (PDF). Icarus. 2003, 163 (1): 24–45  [2009-05-07]. Bibcode:2003Icar..163...24C. doi:10.1016/S0019-1035(03)00043-5. （原始内容 (PDF)存档于2019-05-02）.
83. ↑  Gold, T.; Soter, S. . Icarus. 1969, 11 (3): 356–366. Bibcode:1969Icar...11..356G. doi:10.1016/0019-1035(69)90068-2.
84. ↑  Shapiro, I. I.; Campbell, D. B.; de Campli, W. M. . Astrophysical Journal, Part 2 – Letters to the Editor. June 1979, 230: L123–L126. Bibcode:1979ApJ...230L.123S. doi:10.1086/182975.
85. 1 2  Sheppard, Scott S.; Trujillo, Chadwick A. . Icarus. July 2009, 202 (1): 12–16. Bibcode:2009Icar..202...12S. arXiv:0906.2781 . doi:10.1016/j.icarus.2009.02.008.
86. ↑  Mikkola, S.; Brasser, R.; Wiegert, P.; Innanen, K. . Monthly Notices of the Royal Astronomical Society. July 2004, 351 (3): L63. Bibcode:2004MNRAS.351L..63M. doi:10.1111/j.1365-2966.2004.07994.x.
87. ↑  de la Fuente Marcos, C.; de la Fuente Marcos, R. . Monthly Notices of the Royal Astronomical Society. November 2012, 427 (1): 728. Bibcode:2012MNRAS.427..728D. arXiv:1208.4444 . doi:10.1111/j.1365-2966.2012.21936.x.
88. ↑  de la Fuente Marcos, C.; de la Fuente Marcos, R. . Monthly Notices of the Royal Astronomical Society: 886–893.   [2015-02-26]. Bibcode:2013MNRAS.432..886D. arXiv:1303.3705 . doi:10.1093/mnras/stt454. （原始内容存档于2014-10-26）.
89. ↑  Musser, George. . Scientific American. 2006-10-10  [2011-12-05]. （原始内容存档于2007-09-26）.
90. ↑  Tytell, David. . SkyandTelescope.com. 2006-10-10  [2007-08-03]. （原始内容存档于2012-05-30）.
91. ↑  Tony Flanders. . Sky & Telescope. 2011-02-25  [2013-10-11]. （原始内容存档于2012-09-11）.
92. ↑  Krystek, Lee. . The Unngatural Museum.   [2006-06-20]. （原始内容存档于2006-06-15）.
93. ↑  Anon. . History. University of Central Lancashire.   [2012-05-14]. （原始内容存档于2012-07-30）.
94. ↑  A. Boyle – Venus transit: A last-minute guide – MSNBC 的存檔，存档日期2012-06-09.
95. ↑  Espenak, Fred. . Transits of the Sun. NASA. 2004  [2009-05-14]. （原始内容存档于2012-03-14）.
96. ↑  Kollerstrom, Nicholas. . University College London. 1998  [2012-05-11]. （原始内容存档于2013-06-26）.
97. ↑  Hornsby, T. . Philosophical Transactions of the Royal Society. 1771, 61 (0): 574–579  [2015-03-01]. doi:10.1098/rstl.1771.0054. （原始内容存档于2019-05-09）.
98. ↑  Woolley, Richard. . Notes and Records of the Royal Society of London. 1969, 24 (1): 19–32. ISSN 0035-9149. JSTOR 530738. doi:10.1098/rsnr.1969.0004.
99. ↑  .   [2023-04-20]. （原始内容存档于2023-04-20）.
100. ↑  .   [2023-01-16]. （原始内容存档于2023-01-16）.
101. ↑  .   [2024-03-24]. （原始内容存档于2023-03-24）.
102. ↑  Baum, R. M. . Journal of the British Astronomical Association. 2000, 110: 325. Bibcode:2000JBAA..110..325B.
103. ↑  Waerden, Bartel. . Springer. 1974: 56  [2011-01-10]. ISBN 90-01-93103-0. （原始内容存档于2011-12-12）.
104. ↑  Pliny the Elder. . translated by John F. Healy. Harmondsworth, Middlesex, UK: Penguin. 1991: 15–16.
105. ↑  Goldstein, Bernard R. . Isis (University of Chicago Press). March 1972, 63 (1): 39–47 [44]. doi:10.1086/350839.
106. ↑  Sally P. Ragep. . Thomas Hockey  (编). . Springer Science+Business Media: 570–572. 2007.
107. ↑  S. M. Razaullah Ansari. . Springer. 2002: 137. ISBN 1-4020-0657-8.
108. ↑  Kollerstrom, Nicholas.  (PDF). Proceedings IAU Colloquium No. 196, 2004. International Astronomical Union. 2004  [2012-05-10]. （原始内容 (PDF)存档于2016-05-19）.
109. ↑  Palmieri, Paolo. . Journal for the History of Astronomy. 2001, 21 (2): 109–129. Bibcode:2001JHA....32..109P.
110. ↑  Fegley, B.  Treatise on Geochemistry. Elsevier. 2003.
111. ↑  Marov, Mikhail Ya. D.W. Kurtz , 编. . Proceedings of IAU Colloquium No. 196 (Preston, U.K.: Cambridge University Press). 2004: 209–219  [2015-03-11]. doi:10.1017/S1743921305001390. （原始内容存档于2015-11-06）. 参数|journal=与模板{{cite conference}}不匹配（建议改用{{cite journal}}或|book-title=） (帮助)
112. ↑  . Britannica online encyclopedia. Encyclopædia Britannica, Inc.   [2009-07-12]. （原始内容存档于2008-07-25）.
113. ↑  Russell, H. N. . Astrophysical Journal. 1899, 9: 284–299. Bibcode:1899ApJ.....9..284R. doi:10.1086/140593.
114. ↑  Hussey, T. . Monthly Notices of the Royal Astronomical Society. 1832, 2: 78–126. Bibcode:1832MNRAS...2...78H.
115. ↑  . 中央通訊社. 2015-12-09  [2015-12-10]. （原始内容存档于2015-12-10）.
116. ↑  Limaye, Sanjay. .   [2015-12-07]. （原始内容存档于2017-09-23）.
117. ↑  Wenz, John. . Popular Mechanics. 2015-09-21  [2015-10-14]. （原始内容存档于2015-12-12）.

noteFoot

## 延伸阅读
[在维基数据编辑]
 《欽定古今圖書集成·博物彙編·草木典·金星部》，出自陈梦雷《古今圖書集成》

## 外部連結
- Venus Profile at NASA's Solar System Exploration site
- Missions to Venus （页面存档备份，存于） (Hosted by NASA)
- Gallery of Venus exploration images （页面存档备份，存于） (Hosted by NASA)
- The Soviet Exploration of Venus, Image catalog （页面存档备份，存于）
- Venus page at The Nine Planets （页面存档备份，存于）
- NASA page about the Venera missions （页面存档备份，存于）
- Magellan mission home page （页面存档备份，存于）
- Pioneer Venus information from NASA （页面存档备份，存于）
- Detailed information about transits of Venus
- Geody Venus （页面存档备份，存于）, a search engine for surface features
- Maps of Venus in NASA World Wind （页面存档备份，存于）
- Chasing Venus, Observing the Transits of Venus （页面存档备份，存于） Smithsonian Institution Libraries
- Venus Crater Database （页面存档备份，存于） Lunar and Planetary Institute
- Calculate/show the current phase of Venus （页面存档备份，存于） (U.S. Naval Observatory)
- Venus （页面存档备份，存于） Astronomy Cast episode No. 50, includes full transcript.
- Thorsten Dambeck: The Blazing Hell Behind the Veil （页面存档备份，存于）, MaxPlanckResearch, 4/2009, p. 26–33
- Gray, Meghan. . Sixty Symbols. Brady Haran for the University of Nottingham. 2009  [2015-02-23]. （原始内容存档于2015-02-13）.
- Venus Exploration Themes – February 2014 （页面存档备份，存于）

### 圖的來源
- PDS Map-a-Planet & Venus Nomenclature
- Gazeteer of Planetary Nomenclature – Venus (USGS) （页面存档备份，存于）
- Map of Venus （页面存档备份，存于）
- Movie of Venus at National Oceanic and Atmospheric Administration